# 三重県道652号栗真中山白塚停車場線
三重県道652号栗真中山白塚停車場線（みえけんどう652ごう くりまなかやましらつかていしゃじょうせん）は、三重県津市を通る一般県道である。

## 概要
津市栗真中山町から津市白塚町に至る。
起点から津市立白塚小学校前までは両側1車線であるが、津市街地内を通るため交通量は多く、注意が必要である。

### 路線データ
- 起点：津市栗真中山町（栗真中山町交差点、国道410号交点、三重県道410号草生窪田津線終点）
- 終点：津市白塚町（近鉄名古屋線 白塚駅前）
- 総延長：2,145 m

## 歴史
- 1959年（昭和34年）1月25日 - 路線認定[1]。

## 路線状況
生活道路として利用される。また、三重交通（三重交通中勢営業所管内）の路線バス「06系統神戸白塚線」が白塚小学校前から終点まで運行している。

## 地理

### 通過する自治体
- 三重県

- 津市

### 交差する道路
| 交差する道路                       | 交差する場所 | 交差する場所            |
| ---------------------------------- | ------------ | ----------------------- |
| 国道23号 三重県道410号草生窪田津線 | 栗真中山町   | 栗真中山町交差点 / 起点 |
| 津都市計画道路津市道栗真海岸線     | 白塚町       |                         |

### 沿線
- 津市役所白塚出張所
- 津市立白塚小学校
- 津市立白塚幼稚園
- 百五銀行白塚支店
- 旭電器工業本社
- 近鉄名古屋線 白塚駅
  - 白塚車庫
  - 近鉄白塚体育館